# 林英傑 (棒球運動員)
林英傑（1981年5月1日—），外號「三毛」，台灣台東縣阿美族人，曾經為旅日棒球選手。曾先後效力於台灣大聯盟高屏雷公，以及中華職棒誠泰COBRAS、興農牛、義大犀牛、中信兄弟、Lamigo桃猿。誠泰時期與隊友林恩宇、許竹見成為球隊中的「誠泰三本柱」。

## 生平

### 進入職棒前
小時候以遊戲的心情加入瑞豐國小少棒隊，國小畢業時本不打算繼續打球，但鹿野國中派人到家中邀請，因而繼續了林英傑的棒球生涯，後來高中時他也進入高苑工商機械科就讀，當時同學陳嘉宏（前中信鯨隊球員）認為當時林英傑的頭髮很少，前面看上去只有2、3根毛，才會叫他「三毛」，而此暱稱也使用至今。高一時他幾乎都在養傷，負責一壘和外野守備。高三開始練投，在台南縣區運冠軍戰中，帶領高雄縣以8：1擊敗以善化高中為主體的台南縣隊，拿下完投勝；1999年，林英傑與曹錦輝並稱高苑的「左右護法」，帶領高苑工商完成了史無前例的高中聯賽三連霸，又奪下王貞治盃、金龍旗冠軍，稱霸高中棒壇，「綠色怪物」的威名達到極點。他於高中聯賽出賽4場，戰績3勝1敗，投25.2局，三振打者20人次，防禦率僅1.11，在王貞治盃則以0.611的打擊率獲得打擊獎，另獲得功勞獎。他也以這些優異的表現再次當選國手，參加在澄清湖棒球場舉辦的第十八屆IBA世界青棒錦標賽，獲得明星外野手獎。

### 進入職棒後

#### 台灣職棒大聯盟時期
1999年8月高屏雷公隊以新台幣簽約金300萬及月薪15萬元簽下時年18歲的林英傑，成為繼陳志誠後第二位挑戰職棒的役男球員，1999年9月12日他以18歲又134天的年齡，成為我國職棒史上最年輕的先發投手，此紀錄尚未被打破，剛打職棒的林英傑在前兩年並沒有投出特別突出的成績，不過2001年他以13連勝的成績，一舉奪下臺灣大聯盟勝投王、三振王、最佳進步獎及最佳九人投手獎等多項獎項。

#### 中華職棒時期
2004年加盟誠泰COBRAS因而與隊友許竹見、林恩宇合組成為「誠泰三本柱」，之後再與林恩宇合稱為「雞毛二人組」、「誠泰雙林」等雙人組合，誠泰總教練郭泰源甚至將職棒十五年開幕戰交給林英傑主投。眾人都不看好因當兵而兩年沒碰球的林英傑能投出什麼好成績，沒想到他一鳴驚人，不但在三振排行榜上遙遙領先，更在七月投出連2場完封，並當選2004年雅典奧運國手。自雅典歸國後，林英傑繼續發威，在2004年10月24日對中信鯨的比賽中於第七局上場後援，一顆指叉球三振掉鄭昌明，也因此追平前俊國熊洋投威爾於1994年的單季200K紀錄。2004年10月29日比賽開打之前，林英傑以1.74防禦率落後興農牛陽建福的1.63，但在當晚的蛇牛之戰，陽建福痛失4分，拱手把防禦率王的寶座送給林英傑。
2005年堪稱林英傑的生涯巔峰，不僅再度入選明星賽，還連霸三振王。季後挑戰賽面對統一獅，林英傑第一戰先發完投搶得頭香，之後又在中繼後援隻手遮天，領軍3：1殺進台灣大賽；然而面對兵強馬壯以逸待勞的衛冕軍興農牛，林英傑前兩戰後援都被對手說再見，第四戰先發也未能壓制狂牛打線，成為台灣大賽史上第一個單一總冠軍系列賽三敗投手，不過仍被選為敗方優秀球員。

#### 日本職棒時期
2005年12月16日加盟日本職棒東北樂天金鷲隊，登錄的名字為，原背號19號因該隊總教練野村克也已使用，於是將號碼倒過來91當自己的背號，2006年隊友林恩宇跟進，同樣效力所屬球隊續前緣，2008年球季結束遭到東北樂天金鷲隊釋出。

#### 重返中華職棒
2008年球季結束後，林英傑重返中職，但老東家誠泰COBRAS轉賣變成的米迪亞暴龍因假球事件遭到永久除名，因而經由特別選秀會加盟興農牛，可惜因投球姿勢大幅走樣，加上舊傷影響，儘管偶有佳作，但整體成績卻是每況愈下。2010年台灣大賽是林英傑第二次在台灣大賽被剃光頭，其中第三戰主投6.1局被敲7安失1分5次三振，但興農牛打線慘遭兄弟象洋投羅曼完封，苦吞敗投，也是生涯在台灣大賽的第4敗。
2012年底，興農牛轉賣變成義大犀牛，林英傑隨隊打進2013年台灣大賽，但又一次遭到橫掃，其中第一戰登板後援投不滿1局就丟掉3分承擔敗戰，也是生涯在台灣大賽的第5敗。2014年10月28日義大犀牛宣布釋出。
2015年3月，中信兄弟宣布與其簽約，成為黃衫軍一員，該年為林英傑最後一個有先發主投與台灣大賽登板紀錄的賽季，總冠軍賽4度登板後援合計5.2局只丟2分，但只能眼睜睜看著Lamigo桃猿上演大逆襲；2016年受到手部舊傷的影響，使得投球表現不佳，也因此沒被帶進同年台灣大賽大名單，11月29日遭中信兄弟釋出。
2017年，Lamigo桃猿因中繼投手戰力短缺，決定吸收林英傑加盟入團，也讓林英傑的職棒生涯得以繼續延續，並隨隊得到生涯第一個中職總冠軍，同年11月30日被球團釋出。

#### 加盟業餘成棒
2018年1月6日，宣布與台中市台灣人壽成棒隊簽約，延續自己的棒球生涯。

## 職棒生涯成績

### 台灣大聯盟
| 年度   | 球隊     | 出賽 | 先發 | 局數  | 勝投 | 敗投 | 中繼 | 救援成功 | 完投 | 完封 | 四死 | 三振 | 責失 | 自責分率 | 被上壘率 |
| ------ | -------- | ---- | ---- | ----- | ---- | ---- | ---- | -------- | ---- | ---- | ---- | ---- | ---- | -------- | -------- |
| 1999年 | 高屏雷公 | 8    | 3    | 29.1  | 3    | 1    | 0    | 0        | 0    | 0    | 16   | 22   | 10   | 3.10     | 1.47     |
| 2000年 | 高屏雷公 | 27   | 14   | 102.1 | 3    | 7    | 0    | 0        | 1    | 0    | 60   | 93   | 55   | 4.85     | 1.75     |
| 2001年 | 高屏雷公 | 24   | 21   | 141.2 | 13   | 3    | 0    | 1        | 2    | 1    | 36   | 115  | 43   | 2.74     | 1.02     |
| 合計   | 3年      | 59   | 38   | 273.1 | 19   | 11   | 0    | 1        | 3    | 1    | 112  | 230  | 108  | 3.56     | 1.37     |

### 中華職棒
- (粗黑體字為該年度最佳或最高成績)

| 年度 | 球隊       | 出賽 | 先發 | 勝投 | 敗投 | 完投 | 完封 | 救援 | 中繼 | 奪三振 | 四死 | 投球局數 | 責失 | 防禦率 | 被上壘率 |
| ---- | ---------- | ---- | ---- | ---- | ---- | ---- | ---- | ---- | ---- | ------ | ---- | -------- | ---- | ------ | -------- |
| 2004 | 誠泰Cobras | 34   | 24   | 14   | 10   | 5    | 3    | 3    | －   | 203    | 61   | 187.0    | 36   | 1.73   | 0.96     |
| 2005 | 誠泰Cobras | 31   | 29   | 12   | 10   | 3    | 1    | 0    | 0    | 174    | 43   | 212.0    | 55   | 2.33   | 1.03     |
| 2009 | 興農牛     | 27   | 20   | 6    | 6    | 0    | 0    | 1    | 2    | 93     | 32   | 115.2    | 57   | 4.43   | 1.35     |
| 2010 | 興農牛     | 28   | 23   | 9    | 7    | 0    | 0    | 0    | 2    | 107    | 31   | 147.1    | 44   | 2.69   | 1.21     |
| 2011 | 興農牛     | 31   | 20   | 3    | 14   | 1    | 0    | 0    | 0    | 63     | 50   | 124.1    | 74   | 5.36   | 1.62     |
| 2012 | 興農牛     | 23   | 19   | 5    | 5    | 0    | 0    | 0    | 0    | 49     | 27   | 94.1     | 36   | 3.43   | 1.27     |
| 2013 | 義大犀牛   | 26   | 17   | 6    | 5    | 1    | 1    | 1    | 1    | 51     | 20   | 91.0     | 36   | 3.56   | 1.21     |
| 2014 | 義大犀牛   | 3    | 2    | 0    | 1    | 0    | 0    | 0    | 0    | 8      | 3    | 8.0      | 8    | 9.00   | 2.00     |
| 2015 | 中信兄弟   | 20   | 8    | 4    | 5    | 0    | 0    | 0    | 0    | 33     | 11   | 57.1     | 27   | 4.24   | 1.50     |
| 2016 | 中信兄弟   | 11   | 0    | 0    | 0    | 0    | 0    | 0    | 2    | 7      | 3    | 7.0      | 8    | 10.29  | 2.43     |
| 2017 | Lamigo桃猿 | 11   | 0    | 0    | 0    | 0    | 0    | 0    | 0    | 4      | 0    | 11.2     | 7    | 5.40   | 1.63     |
| 合計 | 11年       | 245  | 162  | 59   | 63   | 10   | 5    | 5    | 7    | 792    | 281  | 1055.2   | 388  | 3.31   | 1.23     |

### 日本職棒
| 年度   | 球隊         | 出賽 | 先發 | 局數 | 勝投 | 敗投 | 中繼 | 救援成功 | 完投 | 完封 | 四死 | 三振 | 責失 | 自責分率 | 被上壘率 |
| ------ | ------------ | ---- | ---- | ---- | ---- | ---- | ---- | -------- | ---- | ---- | ---- | ---- | ---- | -------- | -------- |
| 2006年 | 東北樂天金鷲 | 5    | 5    | 27.0 | 0    | 2    | 0    | 0        | 0    | 0    | 9    | 16   | 13   | 4.33     | 1.30     |
| 2007年 | 東北樂天金鷲 | 4    | 0    | 6.0  | 0    | 0    | 0    | 0        | 0    | 0    | 4    | 1    | 3    | 4.50     | 1.83     |
| 2008年 | 東北樂天金鷲 | 5    | 1    | 10.1 | 0    | 2    | 0    | 0        | 0    | 0    | 3    | 7    | 6    | 5.23     | 1.45     |
| 合計   | 3年          | 14   | 6    | 43.1 | 0    | 4    | 0    | 0        | 0    | 0    | 16   | 24   | 22   | 4.57     | 1.41     |

## 特殊事蹟
- 1999年9月12日首度代表高屏雷公隊先發出賽，以18歲又135天的年紀為台灣職棒史上最年輕的先發投手。
- 2001年6月2日上場代打，成為台灣大聯盟第一位擊出安打的投手。
- 2004年7月23日至10月7日之間連續7場比賽拿下勝投為左投手紀錄，直到2007年球季才被La new熊隊左投徐余偉刷新此紀錄。
- 2004年10月24日對中信鯨在8局下對童琮輝投出第201次三振，刷新俊國熊洋投威爾的單季200次三振的紀錄，更將記錄堆高至203次。（2006年被林恩宇所打破[1]）
- 2005年10月21日季後賽首戰對統一獅完投9局奪下14次三振，為總冠軍賽及季後賽最多奪三振紀錄。
- 2005年連16場出賽、112局沒被擊出全壘打，創下誠泰隊史上單季最多連續局數未被擊出全壘打之投手紀錄。
- 2006年3月26日日職初登板先發迎戰日本火腿隊。
- 2011年4月9日於台中球場先發對戰Lamigo桃猿隊，為個人中華職棒生涯第100場先發，不過僅投0.2局失4分，也創下個人擔任先發投手投球局數最短的紀錄。
- 2012年4月4日對戰統一7-ELEVEn獅隊達成個人中職第800局投球。
- 2013年4月20日對戰統一7-ELEVEn獅隊主投五局送出6次三振無失分(比賽因雨勢過大裁定結束)，投出另類「完封勝」，同時也是個人中職生涯第50勝。
- 2013年5月3日對戰兄弟象隊三振王勝偉，達成中職生涯第700次奪三振紀錄。
- 2015年5月19日對戰統一7-ELEVEn獅隊，在九局上登板後援三振代打的朱元勤，達成在日職、中職及台灣大聯盟通算第1000次三振。
- 2015年6月14日對戰Lamigo桃猿隊達成生涯第1000投球局數。

## 軼事：三毛魔咒
林英傑生涯前四次參與所屬聯盟總冠軍賽，球隊皆以0:4被橫掃。
2015年台灣大賽第二戰（10月18日）中信兄弟扳平戰局，也代表林英傑所屬球隊在連吞17敗後終於取得一勝，但球隊在3：1聽牌的優勢下被逆轉。2016年林英傑沒被帶進台灣大賽，但魔咒仍持續發威，他所屬的黃衫軍遭到老東家義大犀牛讓二追四翻盤。
2017年台灣大賽第四戰（11月2日）Lamigo桃猿4：1擊倒中信兄弟，林英傑生涯第六次台灣大賽終於得到一枚冠軍戒指。